# Dichelus nitidissimus
Dichelus nitidissimus är en skalbaggsart som beskrevs av Hermann Burmeister 1844. Dichelus nitidissimus ingår i släktet Dichelus och familjen Melolonthidae. Inga underarter finns listade i Catalogue of Life.